# Rhynchosciara milleri
Rhynchosciara milleri är en tvåvingeart som beskrevs av Crodowaldo Pavan och Breuer 1955. Rhynchosciara milleri ingår i släktet Rhynchosciara och familjen sorgmyggor. Inga underarter finns listade i Catalogue of Life.